# Історія Бретані
Бретань була галло-римською провінцією Арморика після того, як була завойована Юлієм Цезарем у 56 н. е.

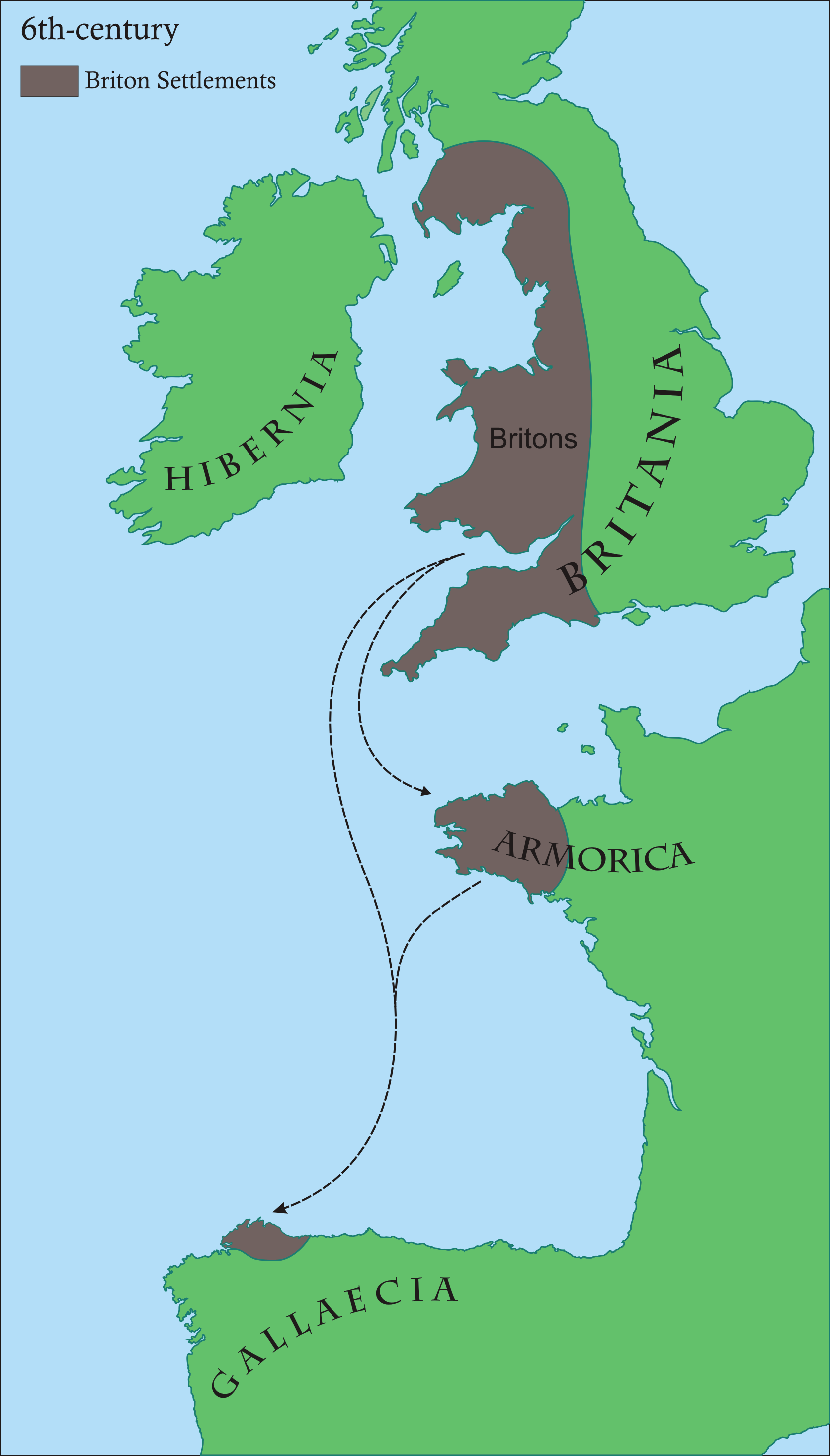
Міграція бретонів у VI ст.

Була спустошена після відступу римлян.
Відновлена під іменем Бретань у V столітті кельтами, що мігрували з Британії після вторгнення туди англосаксів.
Упродовж Середньовіччя мала статус королівства і герцогства. 1532 року її приєднано до Франції, починаючи з цього часу бретонська мова і культура поступово відступає під натиском французької.
Після Другої світової війни у Бретані виник рух за незалежність або розширену автономію краю.

## Доісторична Бретань

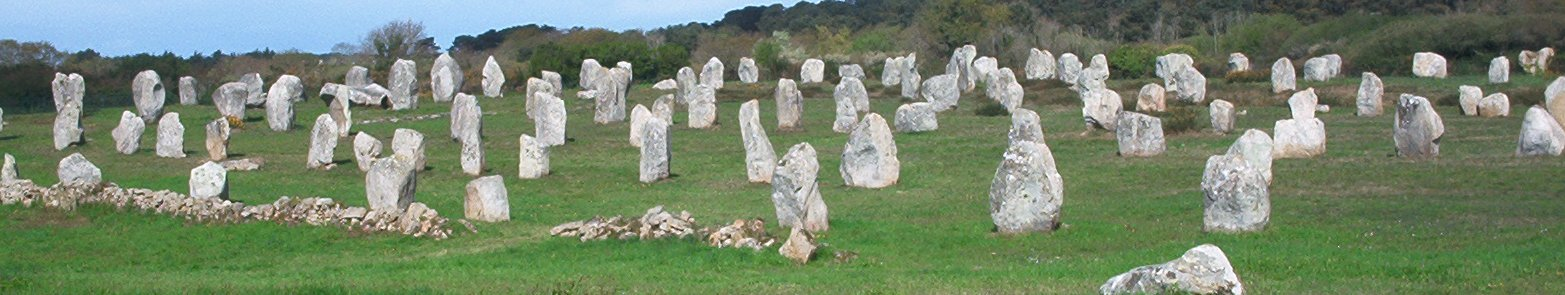
Мегалітичні споруди Бретані, т.зв. Карнакські камені. Вид на алею менгірів Менек із західної сторони.

Людина заселила Бретань у ранньому палеоліті. Перші мешканці — неандертальці — не відрізняються від населення в інших частинах Західної Європи тієї доби, і ймовірно, були нечисленні.
- Перша сучасна людина прибула до Бретані у 35 000 році до н. е. і замінила або поглинула неандертальців.
- У період до 5000 до н. е. розсіяне і нечисленне населення полює на мамутів, ведмедів, тигрів та оленів.
- В епоху мезоліту, з 5000 до 3500 до н. е. так звана Тав'єкська людина заселяє південне узбережжя, живе промислом молюсків і рибальством.
- У період неоліту, 3500–1500 до н. е. з Середземномор'я прийшов інший народ, що, ймовірно, пройшов Піренейським півостровом. З новими поселенцями постала нова релігія, нові звичаї поховань. Це так звана цивілізація мегалітів, упродовж 2000 років вона покрила Бретань своїми монументами.
- Близько 3000 до н. е. збудовано курган Сен-Мішель у Карнаку. Населення, що прийшло з Кавказу (галогрупа R1b), оселилося по всій Західній Європі. Це прото-італо-кельтсько-германські народи. Поступово мова розвинулась і стала кельтською, відокремившись від германської на півночі та італійської на півдні. Галогрупи будівельників мегалітів стираються (I, I2, I2a, I2B, G). Сьогодні більшість бретонців — носії галогрупи R1b (як португальці, ірландці, англійці, бельгійці та баски). Бретонці, ірландці, валлійці, корнці, шотландці та англійці розвинули особливу галогрупу R1bL21.
- Близько 2000 до н. е. — будівництво кургану Кермене у Гіделі (статуя Матері-богині).

## Королівство Бретань
Королівство Бретань — недовговічне феодальне утворення, що існувало на півострові Бретань (сучасна Франція). З'явилося  восени 851 року внаслідок договору між Еріспое (король Бретані 851—857) і королем Західного Франкського королівства Карлом II Лисим в Анже. Могутності королівство досягло за Саломона (король у 857—874), але країна зійшла у хаос міжусобиць після вбивства останнього Гурваном і Паскветеном. Брат Паскветена, Ален І Великий (король у 874—907), був останнім, хто мав титул короля. По його смерті Бретань підпала під владу правителів Нормандії, але виборовши незалежність у 930-х роках, стала герцогством, і фактично незалежною державою аж до 1532 року, коли Бретань було приєднано до Франції, внаслідок інкорпорації.